# Team Wiggins Le Col
Team Wiggins Le Col fue un equipo ciclista británico de categoría Continental, fundado en la temporada 2015 bajo la iniciativa de Bradley Wiggins.

## Historia
El equipo en sus inicios fue subvencionado por la cadena de televisión Sky así como por la British Cycling Federation hasta el año 2018, ya que el objetivo del equipo era el desarrollo del equipo británico de cara a los Juegos Olímpicos de Río de Janeiro 2016. 
A partir del año 2019, el equipo recibe un nuevo patrocinador Le Col, la  marca de ropa ciclista británica desea con este patrocinio generar un entorno para que los jóvenes corredores crezcan y mejoren como atletas y como individuos, mientras desarrollan un conjunto de habilidades y conocimientos necesarios para tener una carrera larga, saludable y exitosa, tanto dentro como fuera de la bicicleta.
Con este equipo, el 7 de junio de 2015, Bradley Wiggins consiguió su Récord de la hora con una marca de 54,526 km.
En agosto de 2019, el equipo anunció su desaparición al finalizar la temporada, siendo la Vuelta a Gran Bretaña su última carrera.

## Material ciclista

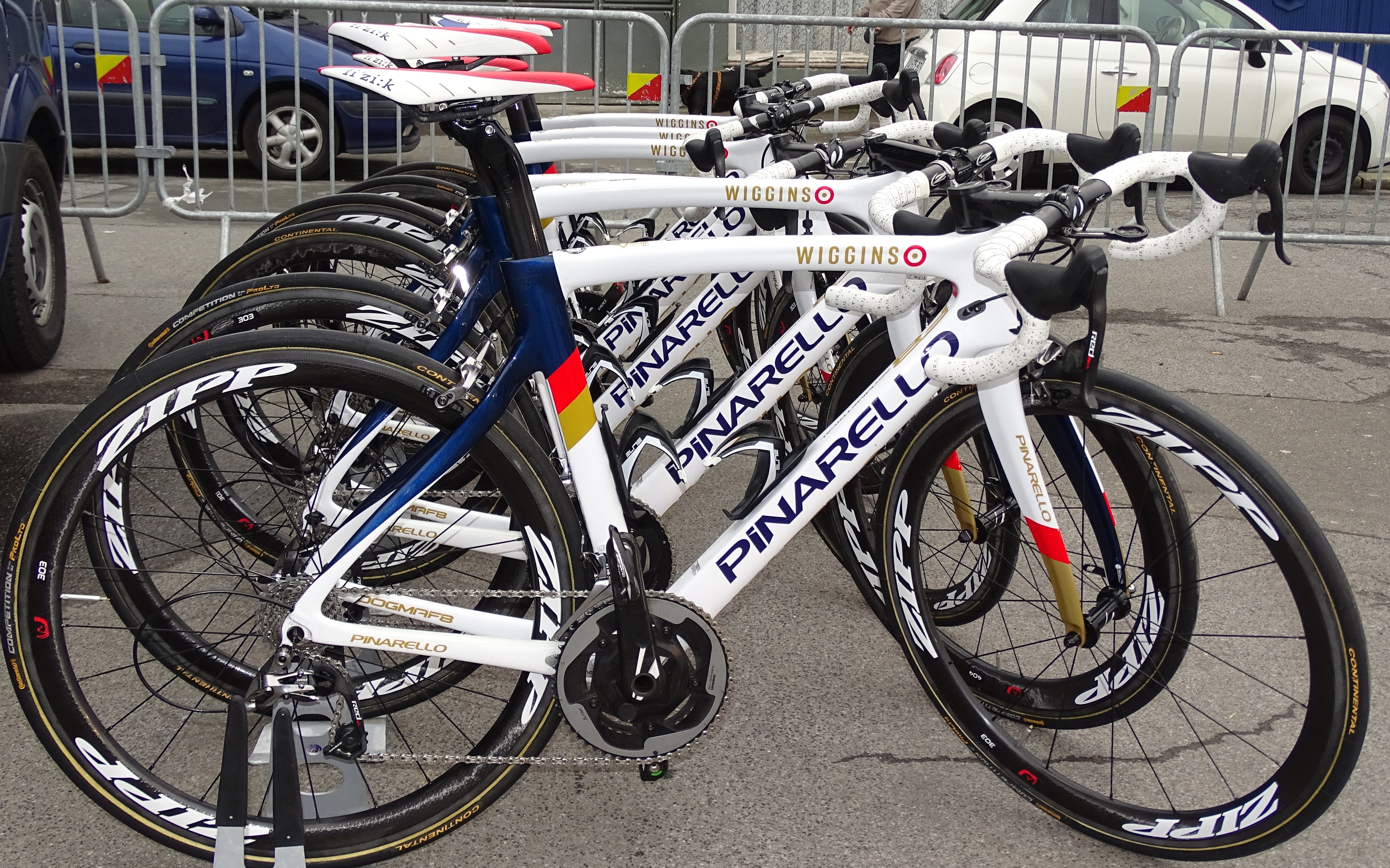
Bicicletas utilizadas.

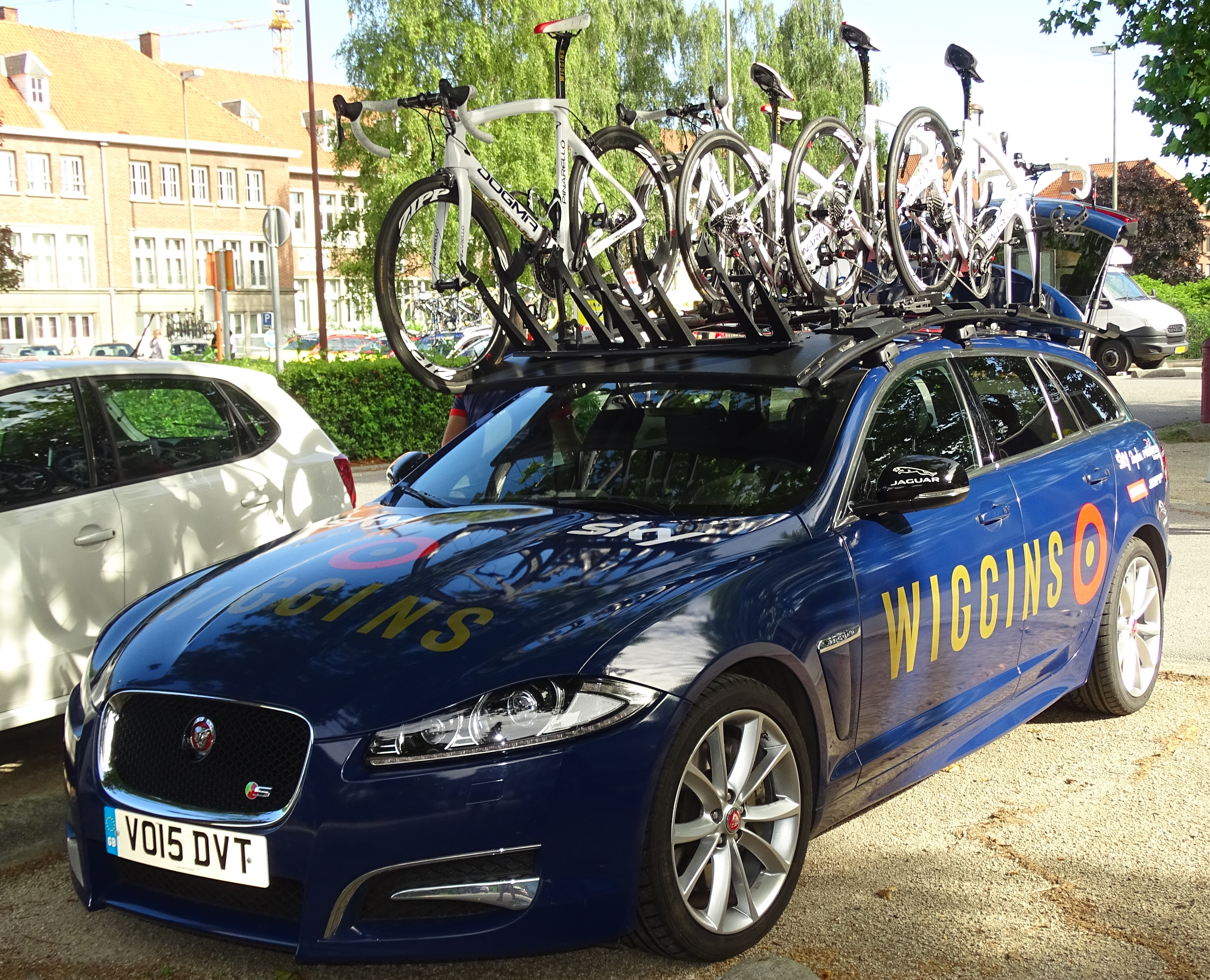
Vehículo del equipo.

El equipo utilizó la ropa deportiva del patrocinador principal Le Col, así como también utilizó bicicletas Pinarello con componentes SRAM y ruedas Zipp. Los vehículos de asistencia eran de la marca Subaru.

## Clasificaciones UCI
A partir de 2005 la UCI instauró los Circuitos Continentales UCI, donde el equipo está desde que se creó en 2015, registrado dentro del UCI Europe Tour. Las clasificaciones del equipo y de su ciclista más destacado son las siguientes:
| Temporada           | Clasificación por equipos | Mejor corredor en la clasificación individual | Posición |
| 2015 (America Tour) | 50.º                      | Owain Doull                                   | 343.º    |
| 2015 (Europe Tour)  | 61.º                      | Owain Doull                                   | 52.º     |
| 2016 (Asia Tour)    | 47.º                      | Jonathan Dibben                               | 164.º    |
| 2016 (Europe Tour)  | 38.º                      | Jonathan Dibben                               | 281.º    |
| 2017 (Europe Tour)  | 70.º                      | James Knox                                    | 399.º    |
| 2018 (Europe Tour)  | 47.º                      | Mark Downey                                   | 254.º    |
| 2018 (Oceania Tour) | 12.º                      | James Fouché                                  | 41.º     |
| 2019 (Europe Tour)  | 37.º                      | Thomas Pidcock                                | 259.º    |

## Palmarés
Para años anteriores véase:Palmarés del Team Wiggins Le Col

### Palmarés 2019

#### Circuitos Continentales UCI
| Fechas      | Circuito             | Carreras                                       | Ganador          |
| 22 de marzo | UCI Europe Tour 2019 | 3.ª etapa de la Vuelta al Alentejo             | Gabriel Cullaigh |
| 6 de abril  | UCI Europe Tour 2019 | 2.ªb etapa del Triptyque des Monts et Châteaux | Thomas Pidcock   |
| 2 de junio  | UCI Europe Tour 2019 | París-Roubaix sub-23                           | Thomas Pidcock   |
| 2 de agosto | UCI Europe Tour 2019 | 2.ª etapa del Tour de Alsacia                  | Thomas Pidcock   |
| 4 de agosto | UCI Europe Tour 2019 | Tour de Alsacia                                | Thomas Pidcock   |

#### Campeonatos nacionales
| Fechas     | Carreras                            | Ganador      |
| 6 de enero | Campeonato de Nueva Zelanda en Ruta | James Fouché |

## Plantilla
Para años anteriores véase:Plantillas del Team Wiggins Le Col

### Plantilla 2019
| Nombre                | Nacimiento | Nacionalidad  | Equipo 2018             |
| Lawrence Carpenter    | 02/08/1993 | Reino Unido   | Neoprofesional          |
| Mark Christian        | 20/11/1990 | Reino Unido   | Aqua Blue Sport         |
| Gabriel Cullaigh      | 08/04/1996 | Reino Unido   | Team Wiggins            |
| Mark Donovan          | 03/04/1999 | Reino Unido   | Team Wiggins            |
| James Fouché          | 28/03/1998 | Nueva Zelanda | Team Wiggins            |
| Ben Healy             | 11/09/2000 | Irlanda       | Neoprofesional          |
| Samuel Jenner         | 02/04/1997 | Australia     | Mitchelton-BikeExchange |
| Corentin Navarro      | 29/11/1997 | Francia       | Team Wiggins            |
| Michael O'Loughlin    | 14/02/1997 | Irlanda       | Team Wiggins            |
| Thomas Pidcock        | 30/07/1999 | Reino Unido   | Team Wiggins            |
| Callum Riley          | 22/09/1994 | Reino Unido   | Neoprofesional          |
| Oliver Robinson       | 30/03/1999 | Reino Unido   | Team Wiggins            |
| Jacques Sauvagnargues | 24/09/1999 | Reino Unido   | Team Wiggins            |
| Robert Scott          | 24/07/1998 | Reino Unido   | Team Wiggins            |
| Daniel Tulett         | 03/07/1999 | Reino Unido   | Neoprofesional          |